# اندیس ایلام
ایلام یک اندیس غیرفلزی است که در حوالی شهر ایلام استان ایلام قرار دارد و مادهٔ معدنی موجود در آن، فسفات است.سنگ میزبان این اندیس آهک است  